# アート・メトラーノ
アート・メトラーノ（Art Metrano,  1936年9月22日 - 2021年9月8日）は、アメリカ合衆国のコメディアン、俳優である。

## 来歴
1936年、ニューヨーク市ブルックリン区に生まれる。1961年に冷戦をテーマにしたスリラー映画『Rocket Attack U.S.A.』で映画デビューし、俳優としてのキャリアをスタートさせた。
『鬼警部アイアンサイド』やシットコム『奥さまは魔女』などの人気テレビシリーズへ出演し、1970年代にはマジシャンとしてテレビ番組などに出演して人気を得た。
日本では特に1980年代に製作されたコメディ映画シリーズ『ポリスアカデミーシリーズ』の第2作目と第3作目に登場するマウザー警部役で知られており、同作品ではランス・キンジー演じる警部補のコンビでコミカルな演技を披露した。
1990年代に入ってからもロビン・ウィリアムズ主演の『トイズ』などの映画やテレビドラマに出演し、役者としての地位を築き上げた。1991年に製作された蔵原惟繕監督の日本映画『ストロベリー・ロード』では、松平健、桜田淳子、石橋保らとも共演している。
2021年9月8日、老衰のためフロリダ州アバントーラの自宅で死去。84歳没。

### 私生活
1972年にRebecca Chute Metranoと結婚し、4児の父親でもある。
また、80年代後半に自宅で大工仕事をしていた際、ハシゴから転落し首の骨を折り脊髄損傷となる重傷を負っている。

## 出演作品

### 映画
- Rocket Attack U.S.A. (1961)
- Swingin' Together (1963) ※テレビ映画
- ひとりぼっちの青春 They Shoot Horses, Don't They? (1969)
- ノーマ Norma (1970)
- 大捜査 They Only Kill Their Masters (1972)
- ふたり自身 The Heartbreak Kid (1972)
- マシンガン用心棒 Slaughter's Big Rip-Off (1973)
- オール・アメリカン・ボーイ The All-American Boy (1973)
- Dirty O'Neil (1974)
- 世界最強の男 The Strongest Man in the World (1975)
- 悪魔の海底黄金 The Treasure of Jamaica Reef (1975)
- Linda Lovelace for President (1975)
- 大強奪 Brinks: The Great Robbery (1976)
- 地獄のプリズナー Warhead (1977)
- マチルダ Matilda (1978)
- Human Feelings (1978) ※テレビ映画
- Seven (1979)
- ひと妻窃盗団（英語版） How to Beat the High Co$t of Living (1980)
- A Cry for Love (1980) ※テレビ映画
- Cheaper to Keep Her (1981)
- Going Ape! (1981)
- メル・ブルックス/珍説世界史PARTI History of the World: Part I (1981)
- ブレスレス Breathless (1983)
- りんご白書 Teachers (1984)
- Tiger - Frühling in Wien (1984)
- マリブ・エクスプレス Malibu Express (1985)
- ポリスアカデミー2 全員出動! Police Academy 2: Their First Assignment (1985)
- ポリスアカデミー3 全員再訓練! Police Academy 3: Back in Training (1986)
- Beverly Hills Bodysnatchers (1989)
- Gummibärchen küßt man nicht (1989)
- ストロベリー・ロード Strawberry Road (1991）
- トイズ Toys (1992)
- 精神鑑定 Murder in Mind (1997)
- ステラが恋に落ちて How Stella Got Her Groove Back (1998)
- チャーリー・シーンのミスター・グッド・アドバイス Good Advice (2001)

### テレビドラマ
- The Outcasts (1968, 1969)
- モッズ特捜隊 The Mod Squad (1968)
- 奥さまは魔女 Bewitched (1968 - 1970)
- マニックス Mannix (1969)
- ハイシャパラル The High Chaparral (1969)
- さすらいのライダー Then Came Bronson (1969)
- The Good Guys (1969)
- 特捜隊アダム12 Adam-12 (1969)
- 鬼警部アイアンサイド Ironside (1969, 1973, 1974)
- ぼくらのナニー Nanny and the Professor (1970)
- ボナンザ Bonanza (1970)
- パートリッジ・ファミリー The Partridge Family (1971)
- The Chicago Teddy Bears (1971)
- Love, American Style (1972 - 1973)
- アダム氏とマダム Adam's Rib (1973)
- 刑事コジャック Kojak (1973)
- 事件記者コルチャック Kolchak: The Night Stalker (1975)
- Barney Miller (1975)
- 刑事バレッタ Baretta (1975 - 1977)
- 刑事スタスキー&ハッチ Starsky and Hutch (1976)
- サンフランシスコ捜査線 The Streets of San Francisco (1977)
- Loves Me, Loves Me Not (1977)
- チャーリーズ・エンジェル Charlie's Angels (1977)
- All in the Family (1978)
- ワンダーウーマン Wonder Woman (1978)
- 超人ハルク The Incredible Hulk (1978)
- 遥かなる西部 Centennial (1979)
- Fred and Barney Meet the Thing (1979)
- Benson (1979 - 1980)
- Rise and Shine (1981)
- No Man's Valley (1981)
- かっとび放送局WKRP WKRP in Cincinnati (1982)
- マット・ヒューストン Matt Houston (1982)
- Joanie Loves Chachi (1982 - 1983)
- ファンタジー・アイランド Fantasy Island (1982, 1983)
- マスカレード Masquerade (1984)
- Punky Brewster (1984)
- ホテル Hotel (1984)
- Tough Cookies (1986)
- ヒルストリート・ブルース Hill Street Blues (1986)
- 女刑事キャグニー&レイシー Cagney & Lacey (1987)
- 21ジャンプストリート 21 Jump Street (1989)
- Lenny (1990)
- Hunter (1991)
- L.A.ロー 七人の弁護士 L.A. Law (1991, 1993)
- ゴールデン・ガールズ The Golden Girls (1992)
- 絹の疑惑 シルク・ストーキング Silk Stalkings (1994)
- シカゴ・ホープ Chicago Hope (1997)
- パシフィックブルー Pacific Blue (1997)
- ポリス・アカデミー・ザ・シリーズ Police Academy: The Series (1998)
- プロファイラー 犯罪心理分析官 Profiler (1998)

### テレビアニメ
- Fred and Barney Meet the Shmoo (1979)
- 科学忍者隊ガッチャマン (1994) ※英語吹替え

## 参照
1. 1 2 3  "人気俳優が84歳で死去、「ポリス・アカデミー」で活躍 脊髄損傷での不随から驚異的回復". よろず〜ニュース. 神戸新聞社. 11 September 2021. 2021年9月11日閲覧。
2. 1 2 3  “Art Metrano Biography”. 2014年6月28日閲覧。